# Hàzim
Abu-l-Hàssan Hàzim ibn Muhàmmad ibn (al-)Hàssan ibn Khàlaf ibn Hàzim al-Ansarí al-Qartajanní, més conegut senzillament com a Hàzim (Cartagena, 1211-Tunis, 1285), poeta, filòleg i teòric de la retòrica andalusí.
Va estudiar a la ciutat de naixement on el seu pare era cadi, i després a Múrcia, a Sevilla i a Granada. Va morir a Tunis el 23 de novembre de 1285.
Va escriure obres de poesia, gramàtica i retòrica (en aquest darrer camp el Kitab at-tajnís, el Kitab al-Qawafi i sobretot l'Al-manàhij al-adabiyya.